# Ampedus quadrisignatus
Ampedus quadrisignatus е вид бръмбар от семейство Полски ковачи (Elateridae). Видът е застрашен от изчезване.

## Разпространение и местообитание
Разпространен е в Австрия, Босна и Херцеговина, Италия, Румъния, Словакия, Сърбия (Косово), Украйна, Унгария, Франция, Хърватия, Черна гора, Чехия и Швейцария.
Регионално е изчезнал в Германия.
Обитава гористи местности, планини, възвишения, хълмове и степи.

## Описание
Популацията на вида е намаляваща.